# Estopa (banda)
Estopa es un dúo español de rumba catalana formado por los hermanos David y José Manuel Muñoz. Creado el 18 de octubre de 1999, el grupo es natural de la ciudad barcelonesa de Cornellá de Llobregat.
Con su primer trabajo consiguieron ventas superiores a un millón de copias, logrando así el reconocimiento en su país natal y después en países americanos como Chile, Argentina, México, Colombia y Venezuela. Su música mezcla rumba catalana con pop rock. Son grandes admiradores de Joaquín Sabina, Joan Manuel Serrat, Robe Iniesta y de Pancho Varona. Han vendido más de 4 millones de discos en el ámbito nacional e internacional.

## Biografía

### Orígenes

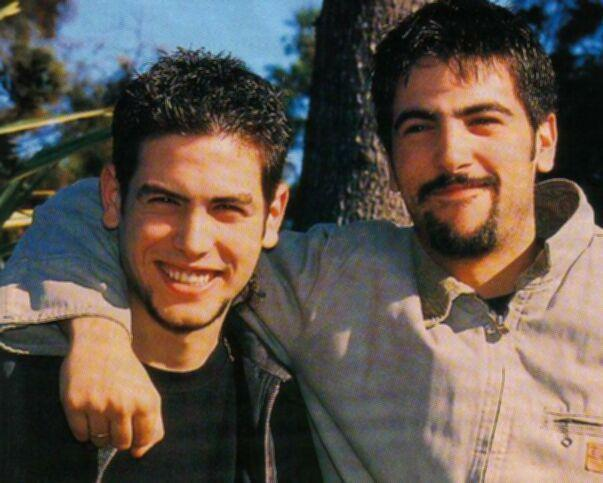
José (izquierda) y David (derecha), Estopa, en sus comienzos

Los padres de los hermanos David y José nacieron en Zarza Capilla (Badajoz), en la comarca de la Serena, y regentaban el bar La Española, enfrente de la comisaría de policía de Cornellá. Los Chichos, Los Chunguitos, Bordón 4 o Los Amaya, entre otros, era la música que escuchaban ya desde la infancia David y José, que pronto comenzaron a aficionarse a la guitarra, antes de abandonar el instituto y empezar a buscarse la vida en varios trabajos, el último en Novel Lahnwerk, una fábrica filial de la SEAT produciendo piezas para coches. La historia dice que del grito "¡Dale estopa!" que utilizaba el encargado de la fábrica para que no cesaran en su trabajo, surgió el nombre de una de las bandas más importantes de la música española de este siglo.
En aquella fábrica, se comenzó a gestar Estopa, la letra de su primer éxito, "La raja de tu falda", las primeras canciones y las primeras actuaciones en garitos del barrio. En 1998, David y José se presentaron al concurso de cantautores del barrio de Horta-Guinardó. Ganaron el primer premio y algo más de 2500 euros (aunque por aquella época no había euros en España).

### 1999:Estopa, el primer álbum
En octubre de 1999 se publicó el primer álbum con el mismo nombre del grupo: Estopa. En el disco aparecían doce canciones que estaban en la maqueta con "Suma y sigue" y "La raja de tu falda" como primeros singles. Estopa consiguió vender más de dos millones de discos, un récord para un grupo debutante en España.[cita requerida] La gira Ducados 2000 llevó a la banda por toda España y países de Sudamérica. Ese año Estopa gana los Premios Amigo al Artista Revelación y al Mejor Grupo Español y el Premio Ondas al Artista Revelación.

### 2001-2003:Destrangis, la consolidación
En 2001 apareció su segundo álbum, Destrangis, que superó los dos millones de ejemplares vendidos. En 2002, se lanzó Más Destrangis, una edición especial que a las canciones del álbum original añadía tres temas inéditos y un DVD y que vendió más de 170 000 ejemplares. Su música siguió mezclando el sentido callejero y popular de rumba y rock.

### 2004:¿La calle es tuya?, repetición de la fórmula
Tras dos años de silencio, en 2004 apareció el álbum ¿La calle es tuya?, con canciones como "Fuente de energía" (primer sencillo del disco, con la colaboración en el videoclip del actor Santi Millán), "Fin de semana", "Tanta tinta tonta", "Pastillas de freno" (un nuevo recuerdo a sus tiempos en la fábrica), "Ya no me acuerdo" o "Tragicomedia". Es el CD que los Muñoz dicen haber controlado más, tanto en las canciones que lo forman como en la producción del mismo.[cita requerida] Para ello se tomaron cerca de un año y medio para compaginar el descanso con la creación de las nuevas canciones. El proceso de grabación de la maqueta la hicieron en un estudio que se montaron en su propia casa. El álbum vendió un millón de ejemplares en siete días y entró directo al n.º 1 con tres Discos de Platino. «Es un disco alegre que, además de rock y rumba, toca más estilos. Las letras son también variadas, fruto de nuestras experiencias vividas, no buscadas», decía David Muñoz en el acto de presentación del álbum. Con la gira Muñoz vs Muñoz, la banda realizó más de 60 conciertos, llenando la plaza de toros de Las Ventas en Madrid y congregando a más de 30 000 personas en el estadio La Rosaleda de Málaga. Tras esta gira, Estopa viajó a América para presentar el álbum en Argentina, México, Chile y Perú.[cita requerida]

### 2005:Voces de ultrarumba, la madurez
Con más de un millón álbumes vendidos y 23 Discos de Platino conseguidos con tres discos y en apenas seis años, en noviembre de 2005 se publicó su cuarto álbum, Voces de ultrarumba, producido por Estopa, Antonio García de Diego, José A. Romero y Pancho Varona. «Ahora no nos va a entrar la presión por cosas absurdas. Nos tiramos un año currando en casa, probando canciones y metiendo guitarras. Hemos buscado la variedad, como siempre. Podíamos hacer doce rumbas o doce temas rock, pero vamos componiendo y hacemos la selección como un cuadro, dando color, buscando el equilibrio», afirmaban David y José. Voces de ultrarumba repitió n.º 1 directo en la lista de ventas con canciones como "Vacaciones", "No quiero verla más", "Lunes" y un abanico largo de estilos: rumba, rap, reggae, rock, bolero o salsa. El resultado: casi 400 000 álbumes vendidos.
Voces de ultrarumba fue el primer disco en España que comenzó su difusión por teléfono móvil,[cita requerida] a través de la descarga directa por sistema bluetooth, y alcanzó el doble Disco de Platino en 24 horas con 160 000 ejemplares vendidos. El álbum se publicó en digipack con un CD y un DVD que añadía seis canciones en acústico y una larga entrevista con Andreu Buenafuente. Voces de ultrarumba fue el disco de las navidades de 2005, permaneciendo cuatro semanas consecutivas en el n.º 1 con tres Discos de Platino y más de 240 000 ejemplares vendidos en un mes.
El 4 de mayo de 2006, Estopa presentaba su gira Ultrarumba de más de 55 conciertos recibiendo 30 Discos de Platino por los más de tres millones de discos vendidos a lo largo de su carrera. «Tenemos la misma ilusión que cuando estábamos a punto de comenzar la primera gira. Estamos por estrenar. Cuando nos bajamos del escenario no tiramos de ningún ranking porque dejaríamos de ser Estopa», declaraban aquel día David y José Muñoz, que poco después presentaban la canción "Showtime" como canción oficial del Campeonato de Europa de Baloncesto de 2007 que se celebró en España.[cita requerida]
La gira finalizó en octubre de 2006 y Estopa se tomó una pausa. «Hemos estado con la familia, en nuestro bar, jugando al basket, pero nos reuníamos todas las tardes para hacer canciones. Compusimos 30 ó 40 en seis meses. Y llegó un momento en el que dijimos: hay que grabar ya», aclararon entonces los hermanos Muñoz.

### 2008:Allenrok, homenaje a Cornellá
En febrero de 2008 se publicó Allenrok, su quinto álbum de estudio con un título que, según Estopa, «Es un homenaje a nuestra ciudad en el disco más nuestro. Es el primero que producimos, lo hemos hecho todo. Es un paso importante, lo que nos gusta. Y lo que nos gusta viene de Cornellá». Canciones como "Cuando amanece", "Cuerpo triste", "Hemicraneal" o "Pesadilla" impulsaron al álbum a un nuevo n.º 1 durante cinco semanas consecutivas con más de 140 000 discos vendidos en los primeros siete días. Este disco presenta doce estados de ánimo; el primer sencillo del disco fue "Cuando amanece", al que siguieron "Cuerpo triste", "Hemicraneal" y "Pesadilla". En "Cuando amanece" y en "El run run" ha colaborado Chonchi Heredia (que también colaboró en "Tu calorro" y en "El del medio de los Chichos"). En el disco colaboran Juan Maya, Angie Bao, José Antonio Romero, Ludovico Vagnone, Luis Dulzaides, Nacho Lesko y Dani Bañon entre otros.
Terminada la gira Allenrok, el 8 de febrero de 2009, David y José Muñoz apadrinaron una plantación popular de un bosque de 10 000 árboles entre Cornellá de Llobregat y El Prat de Llobregat. Tras poner en marcha el ya conocido como “El bosque de Estopa” David y José Muñoz comenzaron la preparación de Estopa X Anniversarivm.

### 2009:Estopa X Anniversarivm, el décimo aniversario
En junio de 2009, durante su visita a Los Ángeles al E3, una feria de videojuegos, anuncian que ese año publicarán un disco con motivo de la celebración de su décimo aniversario, con sus mejores canciones interpretadas a dúo con artistas como El Canto del Loco, Joan Manuel Serrat, Joaquín Sabina, Los Chichos, Albert Pla, Rosendo, Macaco, Ana Belén, Ojos de Brujo, Rosario, Chambao, Macaco, El Bicho y Muchachito Bombo Infierno.
Publicado el 17 de noviembre de 2009 es la celebración del décimo aniversario del lanzamiento de su primer álbum, allá en 1999. Estopa X Anniversarium es el sexto álbum de Estopa. En el disco se versionan temas de los discos anteriores con la participación de músicos y grupos de distintos estilos, como Rosario Flores, Joaquín Sabina, Muchachito Bombo Infierno, Ana Belén, Macaco, Albert Pla o El Canto del Loco. Este disco se pudo adquirir en dos ediciones: una simple que solo contiene dos CD, uno colaboraciones y otro de nuevas ediciones de sus mayores éxitos o también se pudo adquirir una deluxe en la que aparece los dos CD, dos DVD uno con todos los videoclips y otro con un concierto, la película-documental sobre Estopa "Regreso a la Española", una bandera, un póster y el cómic Ultimate Estopa. En febrero de 2010 se colocó en el 1º puesto de la lista de los más vendidos de España.

### 2011:Estopa 2.0, el renacer
En 2011 Estopa pone a la venta un nuevo álbum de estudio, esta vez titulado Estopa 2.0, llamado así:

“Por la actualización que vamos a hacer. Hay algo sintético y tecnológico. Vamos a acudir a tecnología aplicada a la música. Va a haber ruidos rarísimos.”
David Muñoz

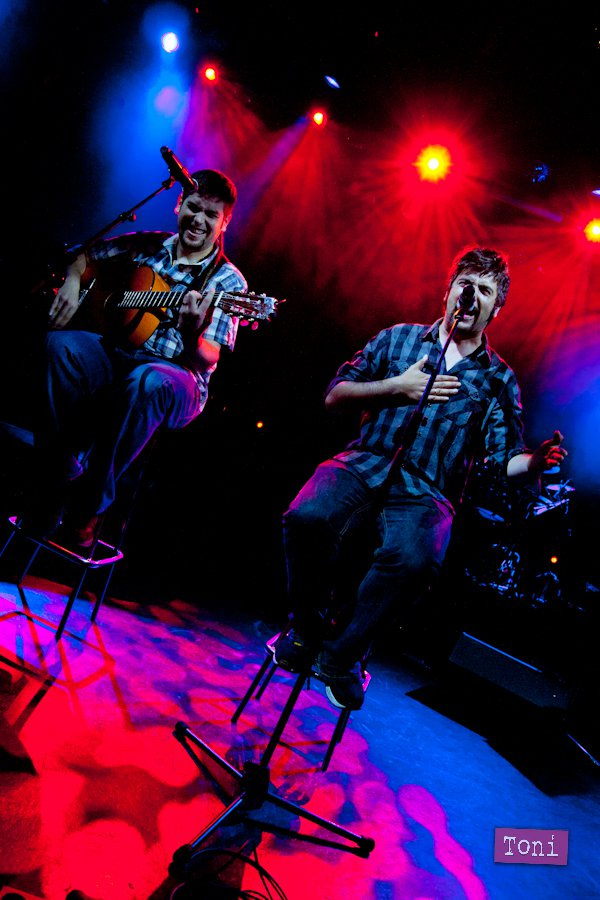
Estopa, en un concierto en Barcelona en 2011

El 7 de octubre de 2011 se estrenó oficialmente su sencillo llamado "La primavera", pudiéndose escuchar en su nueva web y, a partir del 9 de octubre, en todas las radiofórmulas de España.
Un día antes de la salida del disco comunican las fechas de su nueva gira 2.0, serán el día 3 de febrero del próximo año en Zaragoza, seguidas de Madrid (11 de febrero), y en el Palau Sant Jordi de Barcelona el 25 de febrero.
El álbum se lanzó el 21 de noviembre en formato digital a través de iTunes con la canción "Me quedaré" en acústico como extra, en Spotify con el tema "Vacilón" en acústico, y en una edición especial y limitada a través de su web con la bonus track "Naturaleza"; además incluye la canción "Con la cabeza colgada" de su primera maqueta pero con el nombre "La Locura". En su primera semana a la venta consiguió ser el disco número uno en España con más de 40 000 discos vendidos, pasados tres meses después el disco se convierte en doble disco de platino con más de 80 000 copias vendidas.
Ya en 2012, el 17 de enero anuncian en su web el nuevo sencillo del disco "Me quedaré" además de las fechas de los conciertos de su gira. El 17 de mayo con motivo de la próxima Eurocopa 2012 de fútbol Estopa estrena "Showtime 2.0" canción de apoyo a la Selección Española y que, a posterior, acabarían ganando.
Tras un año de exitosa gira por Europa y Latinoamérica, el 11 de marzo de 2013 dan a conocer que están inmersos en la grabación del tema principal de la Banda Sonora de "Somos Gente Honrada", nueva película del director Alejandro Marzoa, llamado "Gente Honrada". Se estrena el 16 de abril pudiendo ser comprado en iTunes y otras plataformas de descarga digital.

### 2014:Esto es Estopa, su octava producción
Los hermanos Muñoz lanzaron su octavo disco el 18 de febrero de 2014 para celebrar sus 15 años de éxito en música. Anunciaron por primera vez el disco a través de su cuenta oficial en Twitter, donde han desvelado también detalles importantes como que el CD se editará en todos los países de habla hispana y en México grabaron un disco/vídeo acústico recopilatorio durante los conciertos de su Gira 2.0.
Estopa también confirma que una vez editado su nuevo disco, el título de un disco es: "Rumba a lo desconocido".

### 2015:Rumba a lo desconocido, novena producción
Jose y David, integrantes de la banda Estopa, lanzaron Rumba a lo Desconocido el 2 de octubre de 2015, compuesto por doce nuevas canciones, vendiendo más de 50 000 copias del álbum en España. En la presentación del mismo, con la originalidad que los caracteriza exhibieron un cómic motion en los que ellos son los "Munioz" y lanzaron literalmente el disco al espacio.

### 2019:Fuego, 20 Aniversario
Jose y David en este mismo año el 4 de abril empezaron a anunciar detalles sobre este nuevo disco, entre ellos el título y la fecha del nuevo sencillo llamado «Fuego» que se lanzó el 31 de mayo.
El 18 de octubre se lanzó el disco también titulado Fuego.
El 26 de abril se lanzó un recopilatorio con el disco debut de Estopa junto con sus míticas maquetas.
El 21 de junio lanzaron «El último renglón» segundo adelanto de este nuevo disco y 6 de septiembre el tercero llamado «Yo no estoy loco».

### 2024: Estopía, 25° Aniversario
En 2023, comenzaron a promocionar un nuevo álbum, que estaría previsto para 2024. Como adelantos, lanzaron "El día que tú te marches", "La rumba del Pescailla" y "La Ranchera".

## Discografía
Maqueta
- 1997: La Maqueta

Álbumes de estudio
- 1999: Estopa
- 2001: Destrangis
- 2004: ¿La calle es tuya?
- 2005: Voces de ultrarumba
- 2008: Allenrok
- 2011: Estopa 2.0
- 2015: Rumba a lo desconocido
- 2019: Fuego
- 2024 Estopa (Acoustic Home Sessions)
- 2024: Estopía

Álbumes recopilatorios
- 2009: X Anniversarium
- 2016: Esencial

Álbumes en directo
- 2002: Gira Destrangis
- 2014: Esto es Estopa

## Premios y galardones

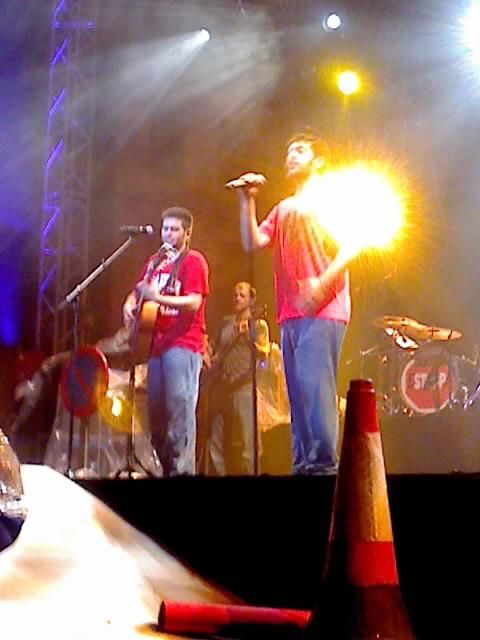
Estopa en concierto.

Durante su carrera discográfica han recibido numerosos premios, como son entre otros:
- Premio Amigo 2000 al Artista revelación.
- Premio Amigo 2000 al mejor grupo Español.
- Premio Ondas 2000 al Artista revelación español.
- Premio Ondas 2004 al Mejor Álbum por "¿La calle es tuya?".
- Nominados a los Premios Grammy Latinos 2004 como Mejor Álbum por "¿La calle es tuya?".
- Premio de la Cadena Dial al disco SuperDial más votado.
- Premio al mejor vídeo musical en la V edición de los premios de la música con "Cacho a cacho".
- Premio a la mejor gira en la VI edición de los premios de la música.
- Premio Honor ciudad natal de Cornellá.
- Hijos adoptivos de Zarza Capilla, Extremadura.
- Nominados a los Premios Grammy Latinos 2010 como Mejor Álbum por  Estopa X Anniversarivm
- Nominados a los Premios 40 Principales 2010 como Mejor Álbum por Estopa X Anniversarivm y a Mejor canción por El run run.
- Segundo puesto en los premios del Disco del Año 2010 en TVE al Mejor Álbum por Estopa X Anniversarivm.
- Premios 40 Principales especial por sus 15 años de trayectoria profesional (2013).
- 7 Premios Dial (2000, 2004, 2005, 2008, 2010, 2011 y 2015)
- Premio Mediterráneo Excelente 2018 a su Trayectoria Musical.
- Golden Music Award en Premios 40 Principales (2019).
- Mejor Grupo Premios Odeón (2020).
- Creu de Sant Jordi (2022).
- Medalla de Oro al Mérito en las Bellas Artes (2023)
- Premio Onda a la trayectoria (2024).
- Premios Academia de la Música. Mejor Álbum Pop (Estopía) y Mejor Gira (2025)